# Tu scendi dalle stelle
Tu scendi dalle stelle [tu ˈʃendi dalle ˈstelle] – włoska kolęda skomponowana w 1754 roku, początkowo w języku neapolitańskim. Autorem melodii był święty Alfons Liguori, założyciel redemptorystów. Papież Pius IX polecił przełożyć tekst na literacki język włoski.
Metrum tej kolędy to 6/8 tak jak w przypadku Stille Nacht, heilige Nacht.